# Комсомольский (Палласовский район)
Комсомольский — посёлок в Палласовском районе Волгоградской области, административный центр Комсомольского сельского поселения.
Население — 1208 (2021)

## История
Первоначально известен как хутор Чурзин. С 1928 года хутор — в составе Николаевского района Камышинского округа (округ упразднён в 1930 году) Нижневолжского края (с 1934 года — Сталинградский край). Хутор относился к Кайсацкому, затем Гончаровскому сельсовету. В 1935 году включён в состав Кайсацкого района (с 1936 года — район в составе Сталинградской области).
В 1937 году с центральной усадьбой на месте хутора организован колхоз имени VIII Съезда Советов. В том же году была открыта начальная школа
В 1950 году в связи с упразднением Кайсацкого района посёлок передан в состав Палласовского района. В 1954 году началось освоение целинных и залежных земель комсомольцами-добровольцами. В 1960-х гг. в связи с этим населённый пункт получил название Комсомольский. В 1965 году в результате разукрупнения Степновского сельсовета был образован Комсомольский сельсовет с центром в посёлке Комсомольский.
В 1972 году колхоз реорганизовали в совхоз имени 8 Съезда Советов. Тогда же в посёлок пришла волжская вода по магистральному каналу.

## Физико-географическая характеристика
Посёлок расположен в пределах Прикаспийской низменности, на высоте около 27 метров над уровнем моря, на востоке Палласовского района, близ границы с Республикой Казахстан. Близ посёлка проходит трасса Палласовского канала. Почвы — солонцы луговатые (полугидроморфные)
Через посёлок проходит автодорога Палласовка — Эльтон. По автомобильным дорогам расстояние до районного центра города Палласовка — 66 км, до областного центра города Волгоград — 280 км. Ближайшая железнодорожная станция Джаныбек Приволжской железной дороги расположена на территории Республики Казахстан в посёлке Жанибек в 18 км к югу.
Климат
Климат континентальный (согласно классификации климатов Кёппена — Dfa)
Среднегодовая температура положительная и составляет + 7,5 °C, средняя температура самого холодного месяца января — 9,4 °C, самого жаркого месяца июля + 23,8 °C. Многолетняя норма осадков — 317 мм. В течение года осадки распределены примерно равномерно: наименьшее количество выпадает в марте 17 мм, наибольшее в июне 36 мм.

## Население
Динамика численности населения по годам:
| 1987  | 2002 |
| ----- | ---- |
| ≈1200 | 1429 |

| 2010  | 2012  | 2013  | 2014  | 2015  | 2016  | 2017  |
| ----- | ----- | ----- | ----- | ----- | ----- | ----- |
| 1285  | ↘1278 | ↘1276 | ↘1267 | ↗1272 | ↗1277 | ↘1263 |
| 2018  | 2019  | 2020  | 2021  |       |       |       |
| ↘1244 | ↘1227 | ↘1222 | ↘1208 |       |       |       |